# Verrua Po
Verrua Po (Vrǜa in dialetto oltrepadano) è un comune italiano di 1 198 abitanti della provincia di Pavia in Lombardia. Si trova nell'Oltrepò Pavese, sulla riva destra del Po presso la confluenza del torrente Scuropasso.

## Origini del nome
Il nome Verrua Po, deriva probabilmente da quello latino Verruca Viqueriensium ossia, "Verruca dei Vogheresi"; in latino, il termine "Verruca" vuol dire "escrescenza, porro" ma in questo caso, significa "dosso o poggio", cioè piccola altura.
L'ipotesi più attendibile, sostiene che il nome del paese, fu dato proprio in riferimento a un'altura emersa, anticamente, sulla riva sinistra del fiume Po. Col passare dei secoli, a causa delle frequenti inondazioni periodiche del grande fiume, l'altura e il piccolo borgo sorto su di essa, scomparvero travolti dalle acque; fu così che gli abitanti di allora, furono costretti a trasferire il loro paese altrove, molto probabilmente nel luogo in cui si trova oggi.

## Storia

Stemma civico con il motto

Fino al XVII secolo il Po scorreva attorno all'attuale territorio di Verrua, lungo il tortuoso confine con gli altri comuni dell'Oltrepò (Rea, Pinarolo Po, Casanova Lonati ecc.). Verrua si trovava infatti a nord del fiume, su una sorta di penisola facente parte della regione del Siccomario. Se ne hanno notizie solo dal XVI secolo, quando era nel comune di Valbona (attuale frazione di Travacò Siccomario). Attorno al 1700 il Po mutò il suo corso, e la penisola di Verrua fu divisa dal Siccomario e lentamente andò saldandosi all'Oltrepò, quando la lanca che rimaneva del vecchio corso del fiume si andò prosciugando (cosa che avvenne prima della metà del XVIII secolo). Verrua divenne allora un comune e, essendo ora la sua campagna non più così pericolosamente esposta alla violenza del fiume, cominciò a prosperare; nel 1723 ebbe una propria parrocchia, separata da quella di Mezzano Siccomario. Fino al 1800 però continuò a far parte amministrativamente del Siccomario (che peraltro era unito all'Oltrepò), e si chiamò Verrua Siccomario fino al 1929.
Allora, essendo stato soppresso e unito a Verrua il comune di Rea, prese il nome attuale (Rea peraltro fu separata da Verrua nel 1954).

## Monumenti e luoghi d'interesse
- Chiesa parrocchiale di San Giovanni Battista

## Società

### Evoluzione demografica
Abitanti censiti

## Economia
Al Censimento 2001 gli occupati sul totale della popolazione residente nel Comune di Verrua Po (1.177) sono 519, pari al 45%; 37 persone sono in cerca di occupazione, 57 studenti, 152 casalinghe, 301 ritirati dal lavoro e 111 in altra condizione. Sui 519 occupati 46 sono impegnati nell'agricoltura, 164 nell'industria e 309 in altre attività.
L'agricoltura è l'attività economica prevalente. Alle tradizionali coltivazioni cerealicole e foraggere si è aggiunta, alla metà del Novecento, una coltura specializzata: quella del crisantemo. Dal 1968 Verrua Po organizza una Mostra del crisantemo che si tiene ogni anno nella seconda metà di ottobre.
Sul territorio comunale sono presenti anche attività artigianali, industriali (produzione di abrasivi resinati, carpenteria metallica, trasportatori industriali) e terziarie (vendita di prodotti zootecnici e veterinari).